# Józef Janicki

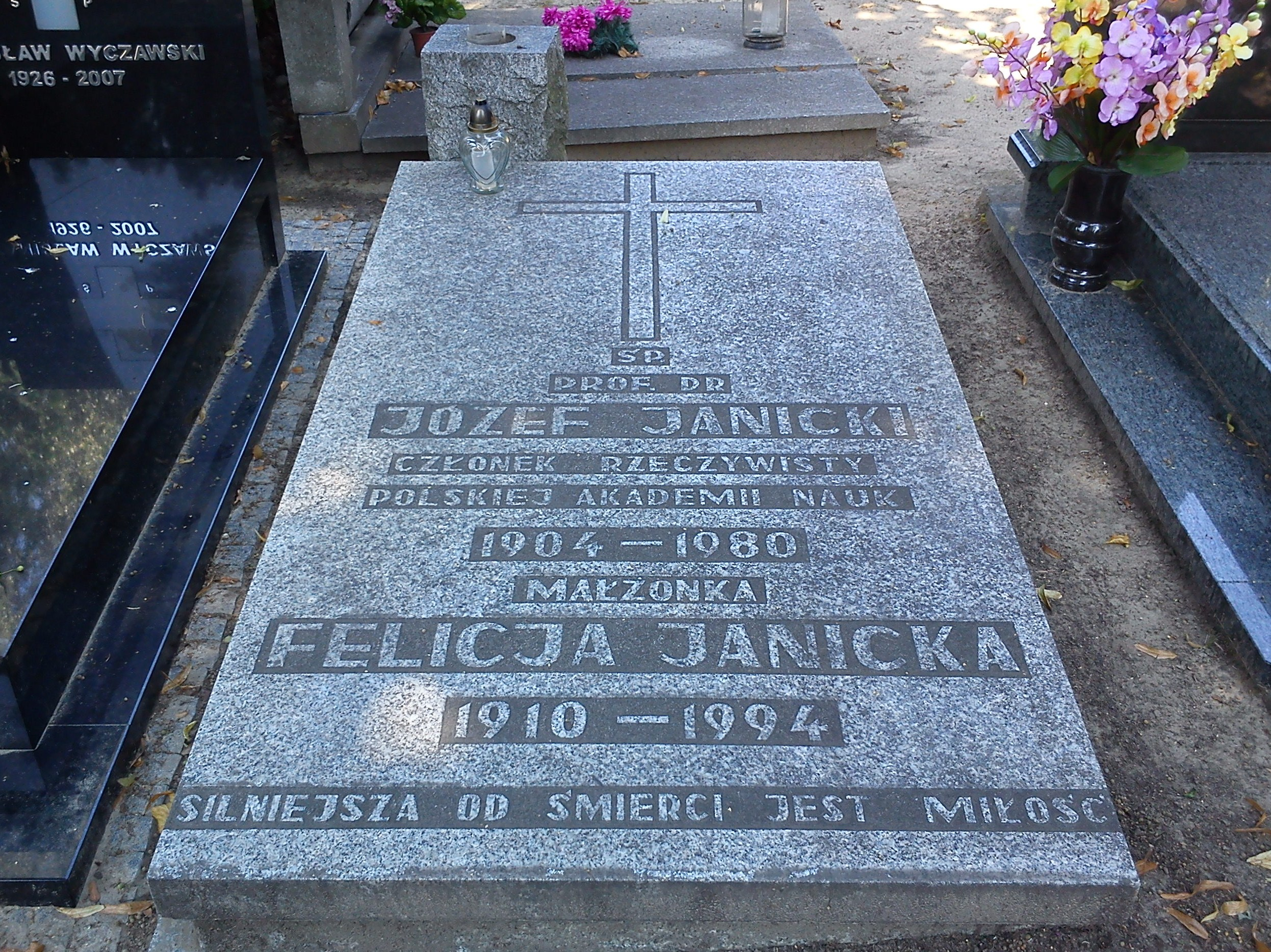
Cmentarz parafialny św. Jana Vianneya w Poznaniu – grób profesora

Józef Janicki (ur. 21 kwietnia 1904 w Bremie, zm. 4 kwietnia 1980 w Poznaniu) – polski technolog żywności, profesor.

## Życiorys
Urodził się w Niemczech, w Bremie, a po odzyskaniu przez Polskę niepodległości jego rodzina przeprowadziła się do Gniezna. Tam w 1923  w  Państwowym Gimnazjum im. Bolesława Chrobrego zdał maturę.
Absolwent Wydziału Matematyczno-Przyrodniczego Uniwersytetu Poznańskiego (1929, praca Próby otrzymywania alfadwuketofenoli przy pomocy reakcji Hoescha). Od 1927 asystent w Katedrze Technologii Rolnej Wydziału Rolno-Leśniczego UP. Interesował się przede wszystkim chemią i biosyntezą witamin (zwłaszcza z grupy B) oraz chemią białek zwierząt (34 rozprawy w czasopismach polskich i zagranicznych). W poznańskim oddziale PAN utworzył Komisję Nauki o Żywności. Przyczynił się do otwarcia Wydziału Technologii Żywności na Akademii Rolniczej w Poznaniu (pierwszy dziekan). 20 kwietnia 1939 uzyskał habilitację jako docent technologii rolniczej na Wydziale Rolniczo-Leśnym UP.
W 1931 ożenił się z Felicją Ast, z którą miał dwóch synów: Andrzeja (ur. 1936) i Krzysztofa (ur. 1946).
W czasie II wojny światowej więzień KL Posen, następnie przesiedlony do Generalnego Gubernatorstwa jako robotnik przymusowy.
W 1948 otrzymał tytuł profesora nadzwyczajnego, a w 1959 – zwyczajnego. Był członkiem korespondentem (1963), a następnie rzeczywistym (1971) PAN. Był też członkiem Międzynarodowego Towarzystwa Badań w zakresie Żywności i Żywienia oraz Europejskiej Federacji Inżynierii Chemicznej. W Międzynarodowym Stowarzyszeniu dla Chemii Zbóż pełnił funkcję przewodniczącego grupy roboczej ds. oznaczeń witamin.
Opublikował 273 publikacje naukowe. Wychował dwóch członków PAN, 17 profesorów i 10 docentów (w jego zespole rozpoczynali karierę naukową m.in. Kazimierz  Szebiotko i Eugenia Sobkowska). 
Został pochowany na cmentarzu św. Jana Vianneya w Poznaniu. 
Jego imię nosi jedna z sal wykładowych Uniwersytetu Przyrodniczego w Poznaniu, a na ścianie dawnej siedziby Katedry Technologii Rolnej (ul. Mazowiecka 48) znajduje się poświęcona mu tablica pamiątkowa.

## Odznaczenia i nagrody
- Krzyż Komandorski Orderu Odrodzenia Polski (1967)
- Krzyż Oficerski Orderu Odrodzenia Polski (1951)[4]
- Medal Komisji Edukacji Narodowej